# Annika Korpi
Annika Korpi, född 18 februari 1972 i Stockholm, är en svensk författare med rötter i Tornedalen. Korpi har en filosofie kandidat i litteraturvetenskap och har gått författarutbildningen Litterär gestaltning vid  Göteborgs universitet. Hon debuterade 2003 med den uppmärksammade romanen Hevonen Häst som nominerades till Borås tidnings debutantpris.